# Nhân Mỹ, Lý Nhân
Nhân Mỹ là một xã thuộc huyện Lý Nhân, tỉnh Hà Nam, Việt Nam. Xã Nhân Mỹ nằm ở phía nam huyện Lý Nhân, bên đường quốc lộ 38B nối từ Hải Dương tới Ninh Bình đi qua.

## Địa lý
Xã Nhân Mỹ nằm bên bờ sông Châu Giang, có địa giới hành chính:
- Phía đông giáp xã Nhân Thịnh
- Phía tây giáp xã Xuân Khê
- Phía nam giáp huyện Bình Lục
- Phía bắc giáp các xã Trần Hưng Đạo và Nhân Bình.